# Páramo
Páramo – miasto w Kolumbii, w departamencie Santander.